# Greenstead Green and Halstead Rural
Greenstead Green and Halstead Rural – civil parish w Anglii, w hrabstwie Essex, w dystrykcie Braintree. W 2001 miejscowość liczyła 668 mieszkańców.